# قائمة مواقع التراث العالمي في سلوفينيا

تحدد منظمة الأمم المتحدة للتربية والعلم والثقافة يونسكو جميع مواقع التراث العالمي ذات القيمة العالمية البارزة للتراث الثقافي أو الطبيعي والتي تم ترشيحها من قبل الدول الموقعة على اتفاقية التراث العالمي لليونسكو، والتي تم تأسيسها في عام 1972. يتكون التراث الثقافي من المعالم الأثرية (مثل الأعمال المعمارية أو المنحوتات الأثرية أو النقوش) ومجموعات المباني والمواقع (بما في ذلك المواقع الأثرية). تُعرَّف السمات الطبيعية (التي تتكون من تكوينات فيزيائية وبيولوجية)، والتكوينات الجيولوجية والفسيولوجية (بما في ذلك موائل الأنواع المهددة من الحيوانات والنباتات)، والمواقع الطبيعية المهمة من وجهة نظر العلم أو الحفظ أو الجمال الطبيعي، على أنها تراث طبيعي. وصادقت سلوفينيا، عقب إعلان الاستقلال عن يوغوسلافيا في 25 يونيو 1991، على الاتفاقية في 5 نوفمبر 1992.
اعتبارًا من عام 2021، تم إدراج خمسة مواقع في سلوفينيا في القائمة وأربعة مواقع أخرى في القائمة المؤقتة. كان أول موقع في سلوفينيا يتم إضافته إلى القائمة هو كهوف سكوكجان، المسجلة في الدورة العاشرة لليونسكو في عام 1986. في عام 2010، تم تسجيل ثلاثة مواقع أخرى، جميعها مداخل عابرة للحدود: مساكن الأكوام في آيه جي وهي جزء من مساكن ما قبل التاريخ حول جبال الألب العابر للحدود الوطنية، في عام 2011، إيدرييا كجزء من موقع تراث الزئبق العابر للحدود الوطنية واثنين من محميات الغابات كجزء من الامتداد لموقع غابات الزان البدائية لجبال الكاربات وغابات الزان القديمة في ألمانيا. أحدث موقع تمت إضافته كان أعمال جوزيه بليشنك في ليوبليانا، في عام 2021. من بين هذه المواقع الخمسة، تعد كهوف سكوكجان وغابات الزان البدائية مواقع طبيعية بينما تعد المواقع الثلاثة الأخرى مواقع ثقافية، وفقًا لمعايير اختيار المنظمة.

## القائمة
قائمة اليونسكو المواقع تحت عشرة معايير؛ يجب أن يفي كل إدخال بواحد على الأقل من المعايير. المعايير من الأول إلى السادس ثقافية، في حين أن المعايير من السابع إلى العاشر طبيعية.

### القائمة الرئيسية
| الاسم                                                                 | الصورة                                                          | الموقع                                          | سنة التسجيل | النوع | ملاحظات |
| --------------------------------------------------------------------- | --------------------------------------------------------------- | ----------------------------------------------- | ----------- | ----- | --- |
| كهوف سكوكجان                                                          | Interior of a cave with dripstone formations and a walking path | سكوكجان (بلدية ديفاتا)                          | 1986        | طبيعي | يمثل نظام الكهوف والمناطق المحيطة به بعضًا من أهم ظواهر التضاريس الكارستية، بما في ذلك واحدة من أكبر الأخاديد المعروفة للأنهار تحت الأرض في العالم. منطقة كارست لها أهمية خاصة في تاريخ علوم الأرض. |
| مساكن ما قبل التاريخ حول جبال الألب                                   | Marshes with the remains of pile-dwellings near Ig              | بلدية آيه جي                                    | 2011        | ثقافي | مساكن ما قبل التاريخ. قدمت الحفريات في هذه المواقع نظرة ثاقبة للحياة في عصور ما قبل التاريخ خلال العصر الحجري الحديث والعصر البرونزي في جبال الألب في أوروبا. تم سرد موقعين في سلوفينيا: مساكن الأكوام في آيه جي، المجموعة الشمالية، مساكن الأكوام في آيه جي والمجموعة الجنوبية. هذا موقع عبر وطني يتضمن أيضًا مواقع في النمسا، فرنسا، ألمانيا، إيطاليا وسويسرا. |
| تراث عطارد – المادين وإدريجا                                          | A building which is the entrance to Antonijev rov, Idrija       | إيدرييا                                         | 2012        | ثقافي | يوجد في إيدرييا واحد من أكبر منجمين للزئبق في العالم، حيث تم اكتشاف الزئبق لأول مرة هناك في عام 1490. ويتميز الموقع بالبنية التحتية والتكنولوجيا المتعلقة بالتعدين وإنتاج الزئبق ويشهد على التجارة العابرة للقارات في الزئبق، والتي ولدت تبادلات مهمة بين أوروبا وأمريكا على مر القرون. الموقع مشترك مع مدينة التعدين المعدن، إسبانيا. |
| غابات الزان القديمة والبدائية في منطقة الكاربات ومناطق أخرى من أوروبا | Krokar Virgin Forest                                            | بلديات كوسيفجي، إليرسكا بيستريتسا ولوسكا دولينا | 2017        | طبيعي | يشتمل هذا الموقع على أمثلة غير مضطربة للغابات المعتدلة التي توضح عملية التوسع بعد العصر الجليدي للزان الأوروبي من عدد قليل من مناطق الملجأ المعزولة في جبال الألب، كاربات، جبال الألب الدينارية، البحر الأبيض المتوسط والبرانس. تم إدراج الموقع في الأصل في عام 2007 ليشمل الغابات في سلوفاكيا وأوكرانيا. تم توسيعه في 2011، 2017 و2021 ليشمل الغابات في 18 دولة أوروبية. تم إدراج محميتي غابات في سلوفينيا في عام 2017، وهما كروكار وسنيشنيك - غابة أودروكل العذراء. |
| أعمال جوزيه بليشنك في مدينة ليوبليانا – تصميم حضري محوره الإنسان      | Tromostovje bridges above the Ljubljanica river                 | ليوبليانا والقرية السوداء                       | 2021        | ثقافي | يضم الموقع بعضًا من أبرز أعمال المهندس المعماري السلوفيني جوزيه بليتشنيك في ليوبليانا. خلال فترة ما بين الحربين العالميتين، عمل بليتشنيك على تحويل ليوبليانا من مدينة إقليمية إلى عاصمة الأمة السلوفينية من خلال إنشاء سلسلة من الأماكن العامة والمؤسسات العامة ودمجها في النسيج الحضري الموجود مسبقًا. تشمل المواقع كنيسة القديس ميخائيل في القرية السوداء والمواقع التالية في ليوبليانا: المنتزه على طول سدود نهر ليوبليانيكا، الجسور التي تعبرها، "المتنزه الأخضر": شارع فيجوفا مع مكتبة سلوفينيا الوطنية والجامعية من الثورة الفرنسية إلى ساحة الكونغرس، ستار بارك، جسر ترنوفو، الجدران الرومانية في ميري، كنيسة القديس فرنسيس الأسيزي وحديقة جميع القديسين في مقبرة سيل. |

### القائمة الإرشادية المؤقتة
بالإضافة إلى المواقع المدرجة في قائمة التراث العالمي، يمكن للدول الأعضاء الاحتفاظ بقائمة من المواقع المؤقتة التي قد تفكر في ترشيحها. يتم قبول الترشيحات لقائمة التراث العالمي فقط إذا كان الموقع مدرجًا مسبقًا في القائمة المؤقتة. اعتبارًا من عام 2021، سجلت سلوفينيا أربعة مواقع في قائمتها المؤقتة.
| الاسم                                                                        | الصورة                                                             | الموقع                                       | سنة التسجيل | النوع | ملاحظات |
| ---------------------------------------------------------------------------- | ------------------------------------------------------------------ | -------------------------------------------- | ----------- | ----- | --- |
| تلال فوتشينا                                                                 | Houses on a mountain plateau, surrounded by a forest and mountains | ستارا فوتشينا وستودر في بيهنجو (بلدية بوينج) | 1994        | ثقافي | المنطقة التي تم تطويرها لتلبية الاحتياجات الخاصة لتربية الماشية في جبال الألب، حيث يقوم الرعاة بنقل الماشية تدريجياً إلى المرتفعات في أشهر الصيف. طورت المستوطنات الجبلية هياكل زراعية محددة، وخاصة أكواخ التبن.                                                                          |
| مستشفى فرانيا بارتيسان                                                       | Wooden buildings in a narrow gorge                                 | دولينجي نوفاكي (بلدية سيركنو)                | 2000        | ثقافي | مجمع مستشفى سري حزبي، تم إنشاؤه خلال الحرب العالمية الثانية. كانت تتسع لما يصل إلى 120 مريضًا وقدمت العلاج للجنود من مختلف الجنسيات. لم يتم اكتشافه من قبل قوات العدو. |
| هضبة كارست                                                                   | Town of Štanjel situated on a hill                                 | هضبة كارست                                   | 2015        | طبيعي | هضبة كارست هي المنطقة التي تم فيها وصف الظواهر الكارستية علميًا لأول مرة. خلق الاستيطان البشري المستمر لأكثر من 2000 عام مشهدًا ثقافيًا بهوية فريدة. تعد منطقة كارست في سلوفينيا من بين أغنى المناطق في أوروبا من حيث النباتات والحيوانات وإحدى "النقاط الساخنة" العالمية للتنوع البيولوجي. |
| ممشى السلام من جبال الألب إلى البحر الأدرياتيكي – تراث الحرب العالمية الأولى | Solkan bridge over the river, photo from above                     | كارنيولا العلوي وليتورال السلوفينية          | 2016        | ثقافي | يشمل الموقع المنطقة التي وقعت فيها معركة إيسونزو أثناء الحرب العالمية الأولى. تشمل المواقع الكنيسة الروسية على ممر فرشيتش والمقابر العسكرية، كنيسة الروح القدس التذكارية في يافوركا والمناطق التاريخية في سابوتين، الكنيسة العسكرية في لادرا، وسكك حديد بوينج.                           |